# تپه یاز
تپه یاز مربوط به دوره اشکانی  
تا دوره اولیه اسلامی در شهرستان سرخس روستای یاس تپه است. این اثر در تاریخ ۱۶ شهریور ۱۳۹۵ با شمارهٔ ثبت ۳۱۵۴۸ به‌عنوان یکی از آثار ملی ایران به ثبت رسیده است.